# Heinrich Gross
Heinrich Gross (14 de noviembre de 1915 – 15 de diciembre de 2005) fue un psiquiatra, médico y neurólogo austríaco, conocido por su demostrada participación en el asesinato de al menos nueve niños con características físicas, mentales y/o emocionales/conductuales consideradas "impuras" por el régimen nazi. Su papel en otros cientos de casos no probados de infanticidio no está claro. El Dr. Gross fue jefe de la clínica psiquiátrica infantil Am Spiegelgrund por dos años durante la Segunda Guerra Mundial.
Un elemento importante de la controversia en torno a las actividades del Dr. Gross es que después de que los niños habían sido asesinados, las partes de sus cuerpos, en particular sus cerebros, fueron preservados y conservados para su futuro estudio durante décadas después de los asesinatos. No fue hasta el 28 de abril de 2002 que los restos preservados de estos niños asesinados fueron enterrados finalmente.
El programa de asesinatos en Am Spiegelgrund, Viena, donde Gross fue un médico principal, estaba destinado por los nazis a la investigación de la eugenesia y llevar a cabo el asesinato de personas que el régimen consideraba que suponían una vida indigna de ser vivida.
Hubo al menos dos acciones penales contra el Dr. Gross por su presunta participación en estas atrocidades contra los niños, una un par de años después del final de la Segunda Guerra Mundial, que dio lugar a una condena por homicidio que fue anulada posteriormente por un tecnicismo. Un intento más reciente para condenar al Dr. Gross por su participación en los asesinatos de nueve de los niños fue suspendido indefinidamente debido a una reclamación exitosa de que, debido a su edad avanzada y la supuesta senilidad, el Dr. Gross no era apto para ser juzgado. Sin embargo esta afirmación está en discusión desde que dio una entrevista en un café poco después de ser declarado no apto para ser juzgado, que muchos presentaron como prueba de que él estaba en realidad mentalmente sano y era capaz de entender los cargos contra él y participar en su defensa.
Finalmente, su Cruz de Honor Austriaco por Ciencia y Artes (concedida en 1975) le fue retirada en 2003.
La habilidad del Dr. Gross para evitar ser encontrado penalmente responsable de los asesinatos en los que se le acusa de haber participado puede reflejar una combinación de suerte y conexiones políticas, más que la falta de buena fe en la culpabilidad de este crimen. Había sido capturado por el ejército soviético tras la guerra, y por lo tanto no estaba disponible para ser juzgado en Núremberg, donde otras personas involucradas en el programa fueron condenadas. Los resultados favorables que consiguió en sus dos procesos penales pueden reflejar que, puesto que fue utilizado regularmente por los tribunales austriacos para proporcionar perfiles psicológicos de los acusados y para opinar sobre su capacidad de juicio (cuyos exámenes reveló un documental que se habían llevado a cabo a un ritmo promedio de dos por día, arrojando dudas sobre su objetividad y la validez de las opiniones expresadas), tal vez recibió un tratamiento que podría calificarse como de privilegio o parcial a su favor.